# Let’s Boogie! Live from Telia Parken
Let’s Boogie! Live from Telia Parken ist das vierte Videoalbum bzw. zweite Livealbum der dänischen Metal-Band Volbeat. Es erschien am 14. Dezember 2018 über Universal Records und ist die erste Veröffentlichung mit dem Bassisten Kaspar Boye Larsen.

## Inhalt
Die DVD enthält den Auftritt von Volbeat am 26. August 2017 im Kopenhagener Fußballstadion Telia Parken im Rahmen ihrer Tournee zum sechsten Studioalbum Seal the Deal & Let’s Boogie. Mit über 48.250 Zuschauern stellte die Band dabei den Zuschauerrekord für eine dänische Band bei einem Konzert in Dänemark auf. Zudem war Volbeat die erste dänische Band, die das Stadion ausverkaufen konnte. Die Vorbereitungen für das Konzert dauerten laut Sänger Michael Poulsen ein halbes Jahr.
Bei dem Konzert spielte die Band insgesamt 26 Titel, darunter das neue Lied The Everlasting. Als Gastmusiker traten die Sängerinnen und Sänger Mia Maja, Mille Petrozza (Kreator), Johan Olsen (Magtens Korridorer), Barney Greenway (Napalm Death), Danko Jones sowie der Metallica-Schlagzeuger Lars Ulrich, der Boxer Mikkel Kessler sowie der Banjospieler Rod Sinclair auf. Während dem Lied A Warrior’s Call blieb dem Sänger Michael Poulsen kurzzeitig die Stimme weg, nachdem zu viel Trockennebel auf die Bühne geblasen wurde. Poulsen bekam keine Luft zum Atmen und verließ die Bühne kurzzeitig. Nachdem er mehrmals kräftig husten musste, kam seine Stimme aber zurück.
Sänger Michael Poulsen versicherte in einem Interview mit dem deutschen Magazin Metal Hammer, dass auf der DVD nichts nachträglich im Studio eingespielt worden wäre. Es wurden lediglich die Gitarren an einigen Stellen weiter in den Vordergrund verschoben, da sie laut Poulsen ansonsten „bei den Gesängen der Fans untergegangen wären“. Außerdem wäre es bei einer Stadionshow unvermeidbar, dass die Publikumsreaktionen mit etwas Verzögerung zu hören sind, so dass auch diese nachträglich nach vorne geschoben wurden.
Das Live-Album erschien als Blu-ray/Doppel-CD, DVD/Doppel-CD, Doppel-CD, Dreifach-LP sowie als Download.

## Titelliste
| 1. The Devil’s Bleeding Crown 2. Heaven Nor Hell 3. Radio Girl 4. Lola Montez 5. Let It Burn (feat. Mia Maja) 6. Doc Holliday 7. Sad Man’s Tongue 8. 16 Dollars 9. 7 Shots (feat. Mille Petrozza und Rod Sinclair) 10. Fallen 11. Slaytan 12. Dead But Rising 13. Goodbye Forever | 1. Maybellene i Hofteholder 2. The Everlasting 3. For evigt (feat. Johan Olsen, Mia Maja und Rod Sinclair) 4. Evelyn (feat. Barney Greenway) 5. Lonesome Rider 6. Seal the Deal 7. The Garden’s Tale (feat. Johan Olsen) 8. Guitar Gangsters & Cadillac Blood (feat. Lars Ulrich) 9. Enter Sandman (feat. Lars Ulrich) 10. A Warrior’s Call (feat. Mikkel Kessler) 11. Black Rose (feat. Danko Jones) 12. Pool of Booze, Booze, Booza/Boa 13. Still Counting |

## Rezeption

### Rezensionen
Für Sebastian Kessler vom deutschen Magazin Metal Hammer fängt die DVD den „einmaligen Abend in tadellosem Ton und knackigen Bild ein“. „Band und Fans“ hätten „Bock aufeinander“. Let’s Boogie: Live from Telia Parken wäre „ein starkes Live-Dokument, dessen Energie hoffentlich auf kommende Studioalben überschwappt“. Kessler vergab sechs von sieben Punkten. Markus Bellmann vom Onlinemagazin Plattentests.de schrieb, dass die DVD Volbeat „auf dem Höhepunkt ihres Könnens zeigt“ und das die Band „trotz des Erfolgs mit unglaublicher Spielfreude aufwerten kann“. Bellmann kritisierte lediglich, dass die ersten beiden Alben nur mit einem bzw. zwei Songs vertreten sind und vergab acht von zehn Punkten.

### Chartplatzierungen
Let’s Boogie! Live from Telia Parken stieg auf Platz eins der dänischen und Platz vier der deutschen Albumcharts ein. In Schweden belegte die DVD Platz 21 und in der Schweiz Platz 28.